# 莫莱翁
莫莱翁（法語：Mauléon，法語發音：[moleɔ̃]），法国西部城市，新阿基坦大区德塞夫勒省的一个市镇，隶属于布雷叙尔区，其市镇面积为120.64平方公里，2022年1月1日时人口数量为8,585人，在法国城市中排名第1,226位。
莫莱翁位于德塞夫勒省西北部，与曼恩-卢瓦尔省以及旺代省接壤，是一个区域性的中心城市，多条公路在此交汇。

## 地名来源
“莫莱翁”一名最初于公元11世纪时以拉丁语“Malo leone”的形式被记载，该名称的来源和具体含义尚有待考证。

## 历史

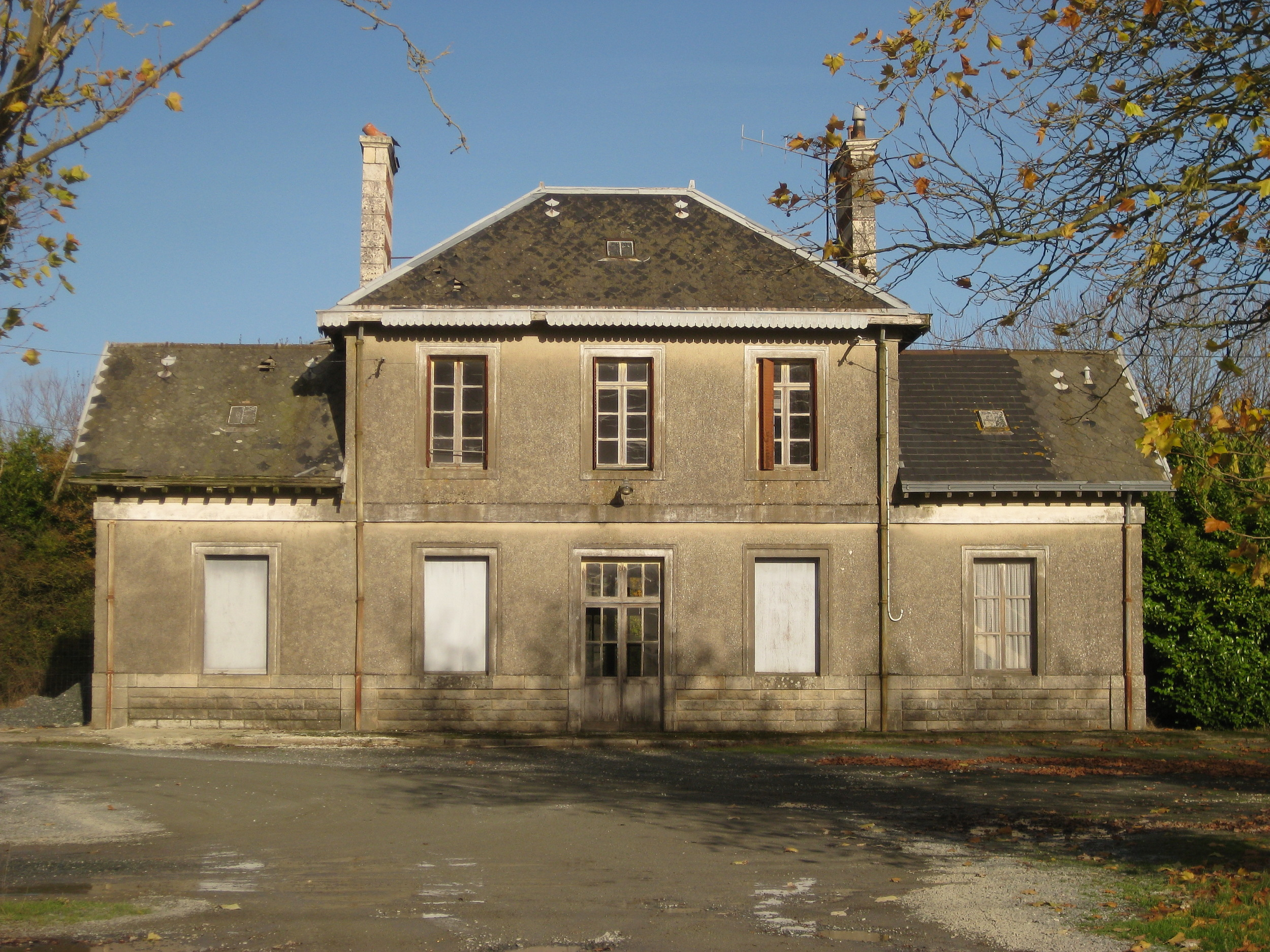
莫莱翁-圣欧班火车站旧址

莫莱翁成立于1965年2月15日，由塞夫尔河畔沙蒂永（Châtillon-sur-Sèvre）和圣茹安苏沙蒂永两个市镇合并而成，新的市镇以当地历史上的领主头衔命名，政府驻地为塞夫尔河畔沙蒂永。1973年1月1日，塞夫尔河畔圣阿芒、拉沙佩勒拉尔若、卢布朗德、穆兰、罗尔泰、圣欧班德博比涅和勒唐普勒七个市镇整体并入莫莱翁。1992年，塞夫尔河畔圣阿芒从莫莱翁分离而成，再次成为独立市镇。
塞夫尔河畔沙蒂永是莫莱翁的核心聚落，该地在古典时期就已成为连接普瓦捷和南特道路上的一个驿站。公元11世纪时，莫莱翁领主若弗鲁瓦（Geoffroy de Mauléon）在此修建了城堡，“沙蒂永”一名即由此而来，此后当地又出现了教堂及修道院。1253年，随着领主拉乌尔（Raoul de Mauléon）的逝世，沙蒂永成为图阿尔伯爵的一处领地。17世纪时，黎塞留曾在沙蒂永主持修建了防御城塞。法国大革命后，沙蒂永成为德塞夫勒省的一个市镇。旺代战争期间，旺代军队占领了沙蒂永附近地区，并将此作为一个指挥中心，随后遭到了共和国将军弗朗索瓦-约瑟夫·韦斯特曼的强硬镇压。1801年，沙蒂永的官方名称中出现了“塞夫尔河畔”的后缀，但事实上沙蒂永并非位于塞夫尔河畔。工业革命期间，塞夫尔河畔沙蒂永境内出现了多处工商业部门，连接昂热和尼奥尔之间的地方铁路曾由此通过，并设有莫莱翁-圣欧班站。
圣茹安苏沙蒂永位于沙蒂永的西北方向，因其地势略低于沙蒂永而得名，该地始建于中世纪时期，工业革命后发展成为塞夫尔河畔沙蒂永的一个近郊卫星居民区。
拉沙佩勒拉尔若因其境内的小教堂而得名，该地始建于公元5世纪，现代因其境内的铀矿开采活动而得到发展。
公元15世纪时，圣欧班德博比涅领主曾在当地修建拉迪伯利耶尔城堡，此后城堡附近逐渐形成聚落。旺代战争的军事将领亨利·德·拉罗什雅克兰于1772年出生于该城堡内。1855年，圣欧班德博比涅教堂建成，该教堂高度超过50米，是当地的地标性建筑物。
勒唐普勒得名于圣殿骑士团，其具体历史尚有待考证。
卢布朗德、穆兰和罗尔泰历史上为普通农业村落，法国大革命后均被设立为市镇。
塞夫尔河畔圣阿芒曾于1973年整体并入莫莱翁，后因政治原因而于1992年再次独立。

## 地理

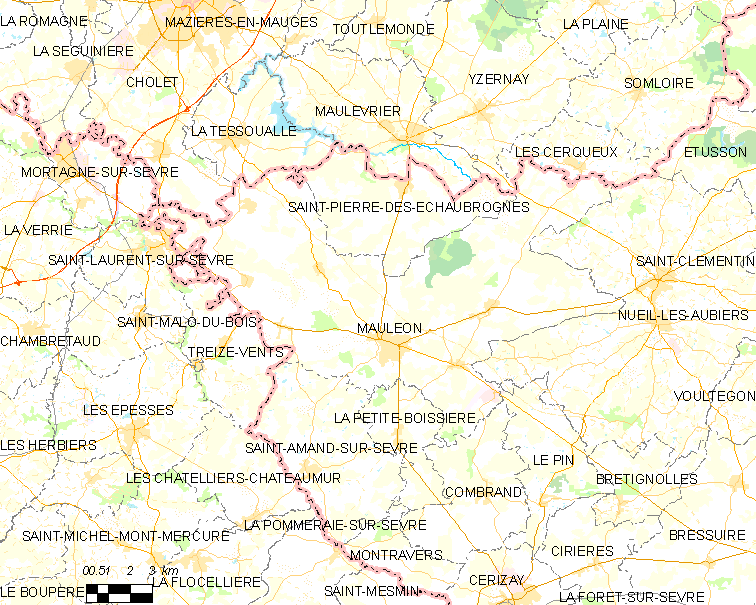
莫莱翁市镇范围地图

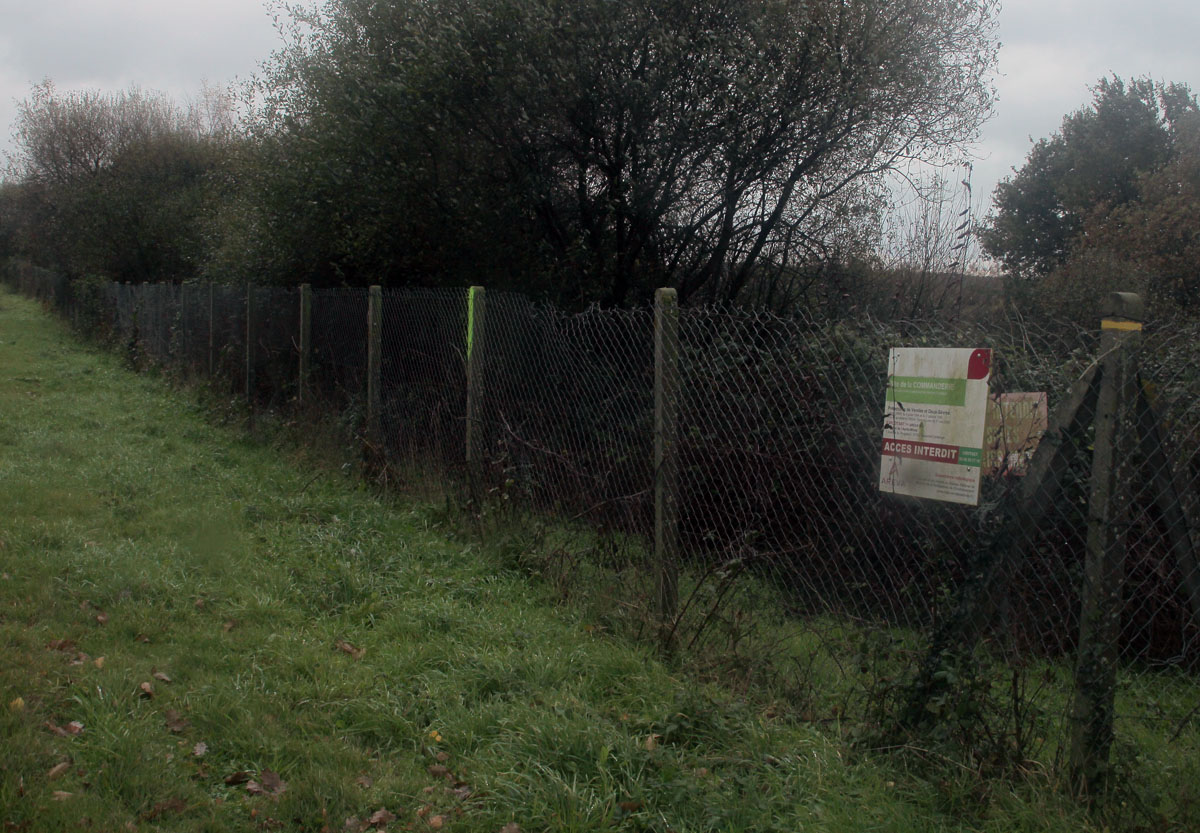
莫莱翁附近的一处农场

莫莱翁位于法国西部，新阿基坦大区北部和德塞夫勒省西北部，距离省会尼奥尔大约81公里。与莫莱翁接壤的市镇包括：莱塞尔克、紹萊、拉泰苏阿勒、伊泽尔奈、孔布朗、尼埃伊莱索比耶、小布瓦西耶尔、勒潘、塞夫尔河畔圣阿芒、圣皮埃尔-德塞绍布罗涅、塞夫尔河畔莫尔塔涅、塞夫尔河畔圣洛朗、特雷兹旺。

### 地形
莫莱翁位于阿摩里卡丘陵东南部延伸地带，境内以浅丘及丘陵为主，市镇中心地势较为平坦，部分区域有明显起伏，全境海拔在104到226米之间。

### 水文
莫莱翁位于卢瓦尔河流域，南特塞夫尔河流经市镇范围西界，其右岸支流万河 (法国)流经市区。

### 植被
莫莱翁属于温带阔叶混交林区，市区内的主要绿地公园包括拉米尼欧德里公园（Parc de la Mignauderie）、圣茹安花园（Jardin Saint-Jouin）等，均常年免费向公众开放。
在鲜花城市的评比中，莫莱翁被评为3星级鲜花城市。

### 气候
莫莱翁在柯本气候分类法中属于温带海洋性气候。
距离莫莱翁最近的常年气象站位于尼埃伊莱索比耶境内，以下为该气象站的数据（其中日照数据取自南特）：
| 尼埃伊莱索比耶 1981年－2019年 | 尼埃伊莱索比耶 1981年－2019年 | 尼埃伊莱索比耶 1981年－2019年 | 尼埃伊莱索比耶 1981年－2019年 | 尼埃伊莱索比耶 1981年－2019年 | 尼埃伊莱索比耶 1981年－2019年 | 尼埃伊莱索比耶 1981年－2019年 | 尼埃伊莱索比耶 1981年－2019年 | 尼埃伊莱索比耶 1981年－2019年 | 尼埃伊莱索比耶 1981年－2019年 | 尼埃伊莱索比耶 1981年－2019年 | 尼埃伊莱索比耶 1981年－2019年 | 尼埃伊莱索比耶 1981年－2019年 | 尼埃伊莱索比耶 1981年－2019年 |
| 月份                          | 1月                           | 2月                           | 3月                           | 4月                           | 5月                           | 6月                           | 7月                           | 8月                           | 9月                           | 10月                          | 11月                          | 12月                          | 全年                          |
| ----------------------------- | ----------------------------- | ----------------------------- | ----------------------------- | ----------------------------- | ----------------------------- | ----------------------------- | ----------------------------- | ----------------------------- | ----------------------------- | ----------------------------- | ----------------------------- | ----------------------------- | ----------------------------- |
| 历史最高温 °C（°F）           | 17.2 (63.0)                   | 20.5 (68.9)                   | 24 (75)                       | 30.4 (86.7)                   | 33.2 (91.8)                   | 37.5 (99.5)                   | 38.9 (102.0)                  | 39.4 (102.9)                  | 33.5 (92.3)                   | 30.7 (87.3)                   | 20.5 (68.9)                   | 18.1 (64.6)                   | 39.4 (102.9)                  |
| 平均高温 °C（°F）             | 7.8 (46.0)                    | 9 (48)                        | 12.5 (54.5)                   | 15.3 (59.5)                   | 19.4 (66.9)                   | 23.3 (73.9)                   | 25.7 (78.3)                   | 25.5 (77.9)                   | 22.2 (72.0)                   | 17.1 (62.8)                   | 11.4 (52.5)                   | 8.1 (46.6)                    | 16.4 (61.5)                   |
| 日均气温 °C（°F）             | 4.8 (40.6)                    | 5.3 (41.5)                    | 7.9 (46.2)                    | 10.1 (50.2)                   | 13.9 (57.0)                   | 17.3 (63.1)                   | 19.4 (66.9)                   | 19.2 (66.6)                   | 16.3 (61.3)                   | 12.6 (54.7)                   | 7.9 (46.2)                    | 5.2 (41.4)                    | 11.7 (53.1)                   |
| 平均低温 °C（°F）             | 1.8 (35.2)                    | 1.5 (34.7)                    | 3.3 (37.9)                    | 4.8 (40.6)                    | 8.4 (47.1)                    | 11.3 (52.3)                   | 13.2 (55.8)                   | 12.9 (55.2)                   | 10.4 (50.7)                   | 8.2 (46.8)                    | 4.4 (39.9)                    | 2.2 (36.0)                    | 6.9 (44.4)                    |
| 历史最低温 °C（°F）           | −16 (3)                       | −15 (5)                       | −10.5 (13.1)                  | −4 (25)                       | −2.4 (27.7)                   | 1.8 (35.2)                    | 5.4 (41.7)                    | 4.9 (40.8)                    | 2 (36)                        | −2.9 (26.8)                   | −8 (18)                       | −12 (10)                      | −16 (3)                       |
| 平均降水量 mm（）             | 90.9 (3.58)                   | 65.9 (2.59)                   | 62.7 (2.47)                   | 66.7 (2.63)                   | 68 (2.7)                      | 45.8 (1.80)                   | 59.3 (2.33)                   | 46.7 (1.84)                   | 60 (2.4)                      | 90.4 (3.56)                   | 84.2 (3.31)                   | 91.2 (3.59)                   | 831.8 (32.75)                 |
| 月均日照時數                  | 73.2                          | 97.3                          | 141.3                         | 169.8                         | 189                           | 206.5                         | 213.7                         | 226.8                         | 193.8                         | 118.2                         | 85.8                          | 76.1                          | 1,791.5                       |
| 来源：infoclimat.fr           |                               |                               |                               |                               |                               |                               |                               |                               |                               |                               |                               |                               |                               |

## 行政区划
莫莱翁是法国新阿基坦大区德塞夫勒省的一个市镇，编号为79079。莫莱翁隶属于布雷叙尔区以及德塞夫勒省第三选区，管理莫莱翁县，同时也是布雷叙尔博卡日城市圈公共社区的组成部分。
法国国家统计与经济研究所（简称）在进行数据统计时，将莫莱翁单独设为莫莱翁城市核心区，未将莫莱翁划入任何城市区（）内。自2020年起，莫莱翁被划入包含19个市镇的莫莱翁城市辐射区内。此外，还将莫莱翁市镇分为了7个“块区”（IRIS），以便于统计人口分布情况。

## 交通

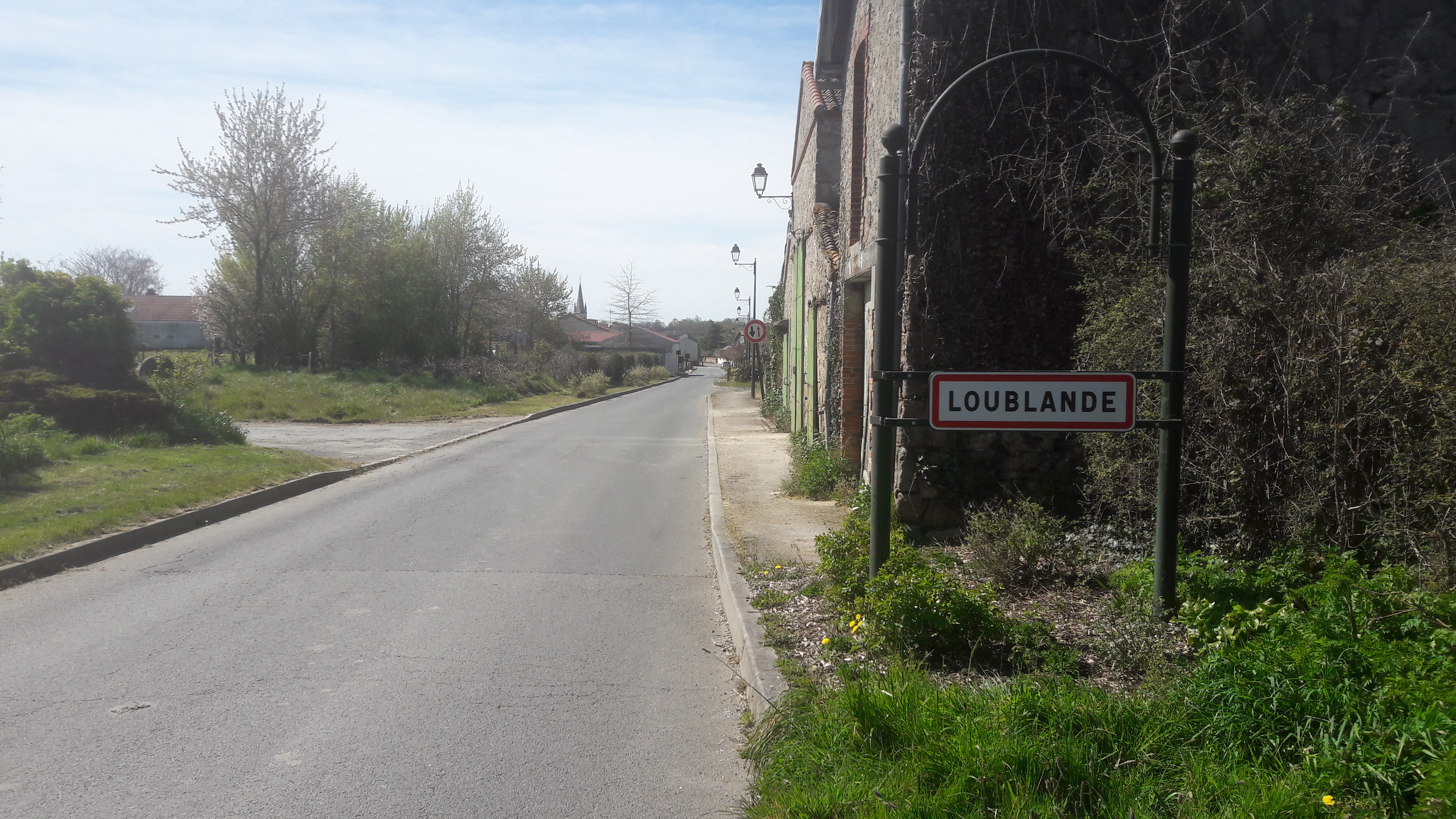
莫莱翁附近的一条公路

### 公路
法国国道N149线、N249线和多条德塞夫勒省省道在莫莱翁境内交汇，新阿基坦大区下属的城际客运提供巴士线路，可前往普瓦捷、布雷叙尔、绍莱和南特。
| 27 | 17 |

| 10 | 73 |

| 尼奥尔 | 81 |

| 布雷叙尔 | 23 |

| 南特 | 79 |

| 图阿尔 | 46 |

| 绍莱 | 22 |

| 莱塞比耶 | 25 |

2018年，84.5%的莫莱翁家庭拥有至少一辆私人汽车。2019年，莫莱翁境内共发生各类交通事故12起，造成2人遇难，17人受伤。

### 铁路
莫莱翁位于拉波索尼耶尔－尼奥尔铁路上，该铁路莫莱翁附近的路段已于1960年关闭。距离莫莱翁最近的运营中的客运铁路车站为15公里外的塞里宰站，该站停靠往返于图尔和永河畔拉罗什一线的区域列车。

### 航空
距离莫莱翁最近的民用航空站为南特机场，距离莫莱翁市中心的公路里程约86公里。

### 城市公共交通
截至2022年5月，莫莱翁暂无城市公共交通系统。

## 政治

### 市政内阁
莫莱翁的现任市长为皮埃尔-伊夫·马罗洛先生（Pierre-Yves MAROLLEAU），他是一名右翼无党派人士，在2020年的市政选举中获得了71.94%的支持率。
| 莫莱翁历届市长 | 莫莱翁历届市长                           | 莫莱翁历届市长                                   |
| 任期           | 市长                                     | 党派                                             |
| -------------- | ---------------------------------------- | ------------------------------------------------ |
| 1965年－1989年 | Louis FRUCHARD 路易·弗吕沙尔             | CD法国民主中心 →UDF法国民主联盟 →CDS社会民主中心 |
| 1989年－2001年 | Louis-Marie MAROLLEAU 路易-马里·马罗洛   | DVD右翼无党派人士                                |
| 2001年－2014年 | Daniel AMIOT 达尼埃尔·阿米奥             | UMP人民运动联盟                                  |
| 2014年－       | Pierre-Yves MAROLLEAU 皮埃尔-伊夫·马罗洛 | DVD右翼无党派人士                                |

### 各级选举
| 莫莱翁历届投票选举结果 | 莫莱翁历届投票选举结果 | 莫莱翁历届投票选举结果 | 莫莱翁历届投票选举结果 | 莫莱翁历届投票选举结果      | 莫莱翁历届投票选举结果 | 莫莱翁历届投票选举结果 | 莫莱翁历届投票选举结果      | 莫莱翁历届投票选举结果 | 莫莱翁历届投票选举结果 |
| 选举项目               | 选举范围               | 选区单位               | 选举结果               | 选举结果                    | 选举结果               | 选举结果               | 选举结果                    | 选举结果               | 参考资料               |
| 选举项目               | 选举范围               | 选区单位               | 第一轮胜出者           | 第一轮胜出者                | 支持率                 | 第二轮胜出者           | 第二轮胜出者                | 支持率                 | 参考资料               |
| ---------------------- | ---------------------- | ---------------------- | ---------------------- | --------------------------- | ---------------------- | ---------------------- | --------------------------- | ---------------------- | ---------------------- |
| 2017年法國總統選舉     | 法國                   | 市镇                   |                        | 弗朗索瓦·菲永               | 26.29%                 |                        | 埃马纽埃尔·马克龙           | 72.55%                 | [ 26 ]                 |
| 2017年法国立法选举     | 德塞夫勒省第三选区     | 市镇                   |                        | 让-马里·菲耶韦              | 43.43%                 |                        | 让-马里·菲耶韦              | 60.68%                 | [ 26 ]                 |
| 2019年欧洲议会选举     | 法國                   | 市镇                   |                        | 纳塔莉·卢瓦索               | 29.2%                  | （不适用）             | （不适用）                  | （不适用）             | [ 28 ]                 |
| 2021年法国省级选举     | 德塞夫勒省             | 县                     |                        | 菲利普·布勒蒙 克莱尔·波利克 | 65.34%                 |                        | 菲利普·布勒蒙 克莱尔·波利克 | 79.53%                 | [ 29 ]                 |
| 2021年法国省级选举     | 德塞夫勒省             | 市镇                   |                        | 菲利普·布勒蒙 克莱尔·波利克 | 64.34%                 |                        | 菲利普·布勒蒙 克莱尔·波利克 | 78.55%                 | [ 29 ]                 |
| 2021年法国大区选举     |                        | 市镇                   |                        | 阿兰·鲁塞                   | 22.69%                 |                        | 阿兰·鲁塞                   | 30.56%                 | [ 30 ]                 |
| 2022年法国总统选举     | 法國                   | 市镇                   |                        | 埃马纽埃尔·马克龙           | 40.4%                  |                        | 埃马纽埃尔·马克龙           | 66.8%                  | [ 26 ]                 |

## 人口
2018年，莫莱翁市镇人口数量为8,533，在法国排名第1,226位。其中男性4,301人，女性4,232人，75岁及以上人口占7.9%，外籍人口数量为1,357人，人口密度为71人/平方公里，当地居民被称为（男性）或（女性）。2019年，莫莱翁境内出生89人，死亡人口92人。
| 莫莱翁1901年－2019年人口变化情况                 |
|                                                  |
| 塞夫尔河畔沙蒂永 莫莱翁 数据来源：Cassini、INSEE |

## 经济

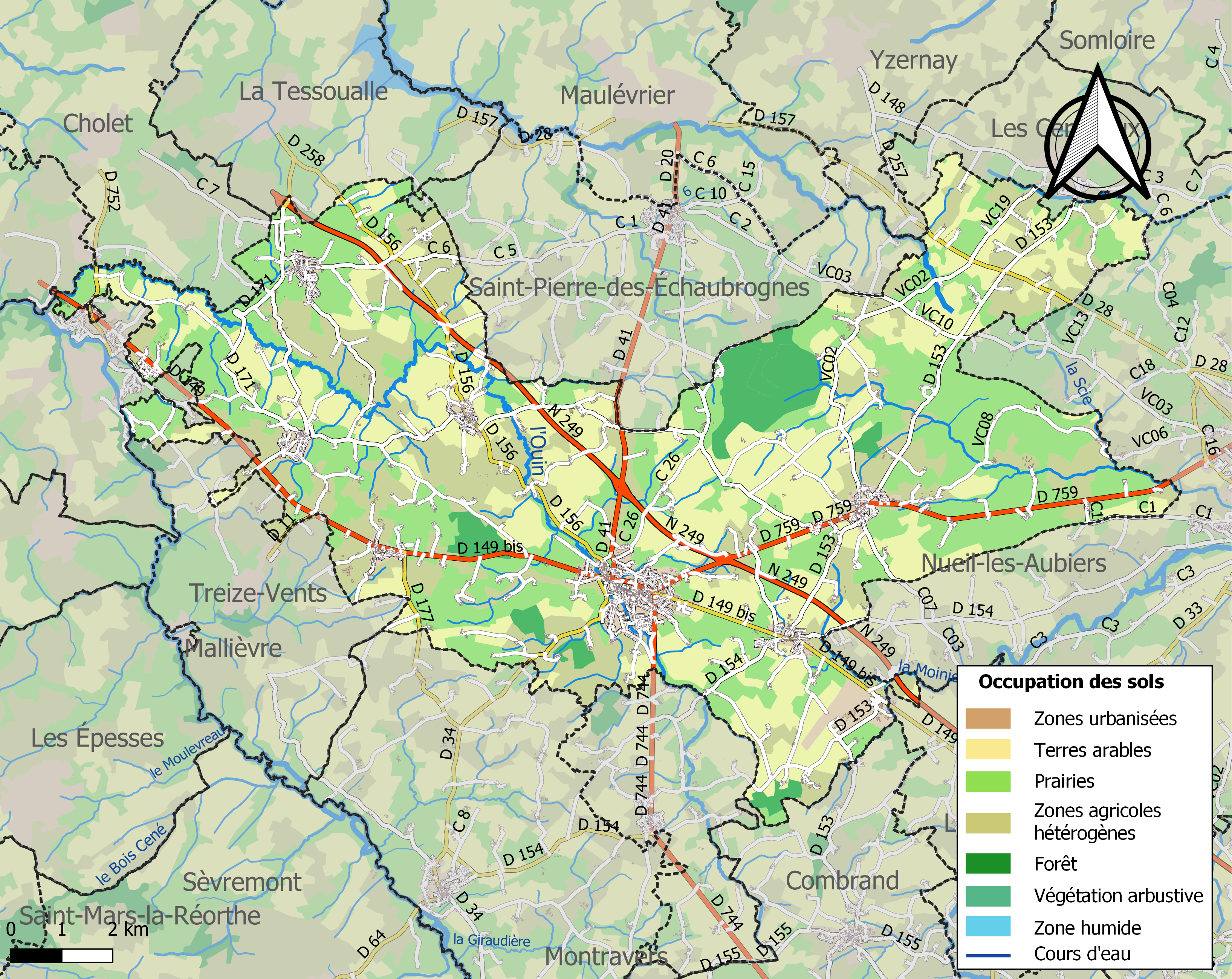
莫莱翁土地利用情况地图

莫莱翁是一个区域性的中心城市。截止2022年5月，莫莱翁市镇范围内共有各类用人单位（包含自雇）1,162家，平均历史为20年，其中97.13%为中小型企业（PME），2022年3月至5月间，当地的经济活力指数为0.86%。（大型客车）、（农副产品加工）及（大型零售）是当地2020年营业额最高的三个企业，分别为180,896,613欧元41,765,904欧元和27,837,545欧元。

## 财政与居民收入
2020年，莫莱翁的财政收入总额为6,536,270欧元，财政支出总额为4,853,460欧元，当年的债务总额为5,950,900欧元。2021年，莫莱翁共获得2,327,898欧元的国家财政补助，比上一年增加了2.77%。
2019年，莫莱翁的人均月收入总额为1,973欧元，其中高级职员为3,561欧元，低于法国平均水平（4,230欧元）；中级职员为2,251欧元，低于法国平均水平（2,411欧元）；普通职员为1,631欧元，亦低于法国平均水平（1,740欧元）。
2018年，莫莱翁境内的青壮年（15至64岁）失业率为7.6%，当地43.7%的家庭拥有纳税资格，平均纳税2,142欧元，低于法国平均水平（3,910欧元）。

## 社会事务

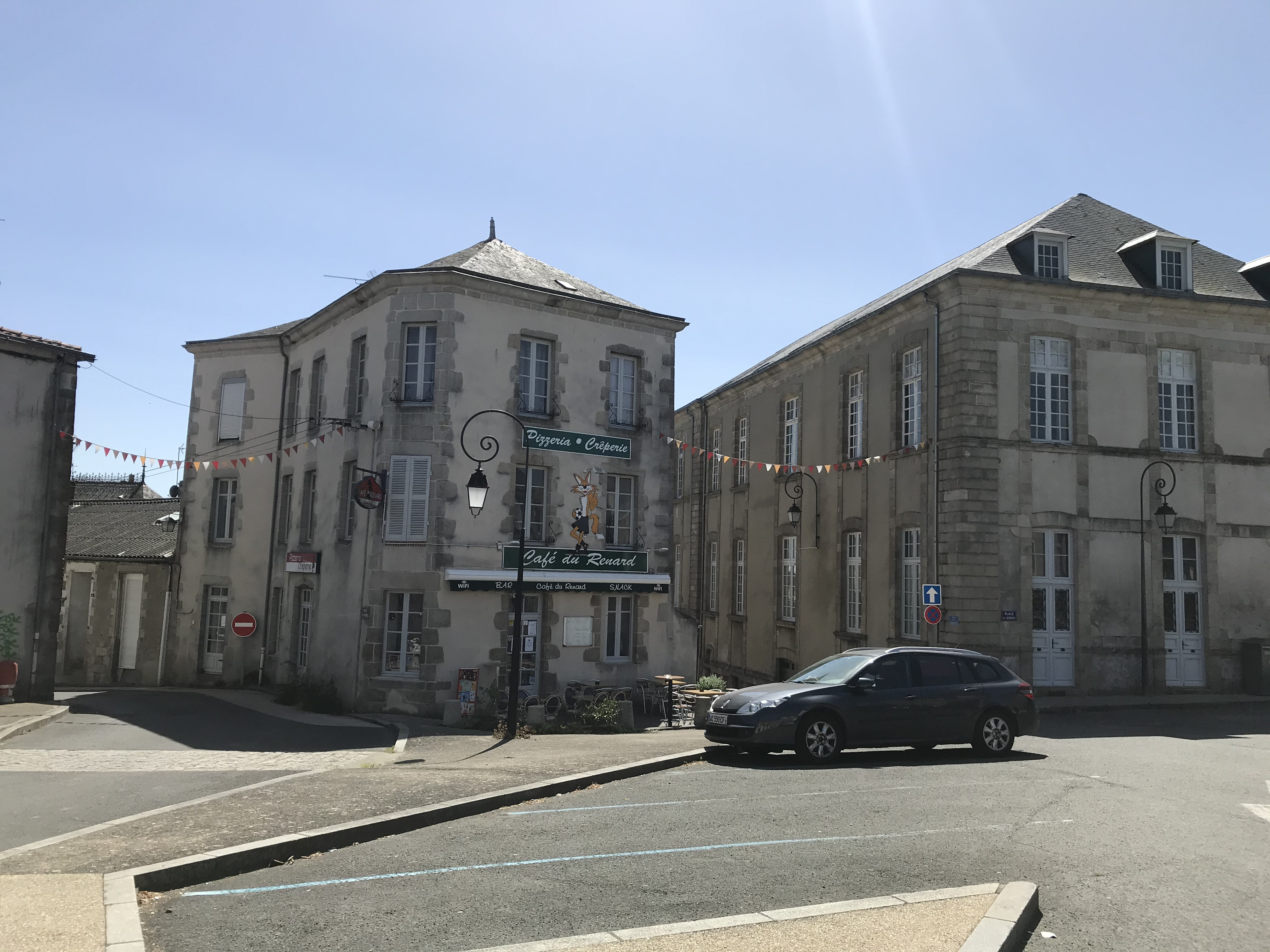
莫莱翁镇中心的建筑

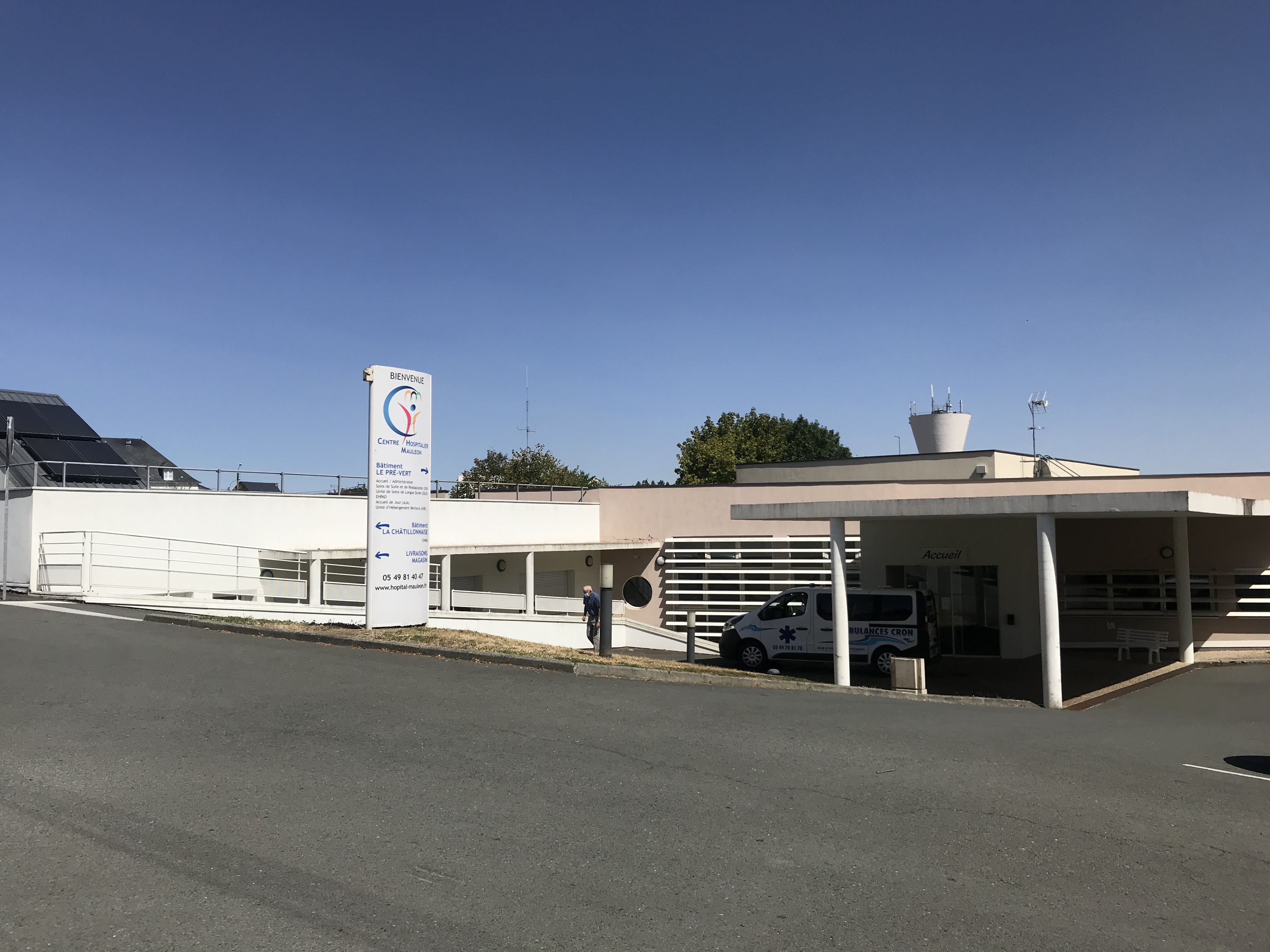
莫莱翁中心医院

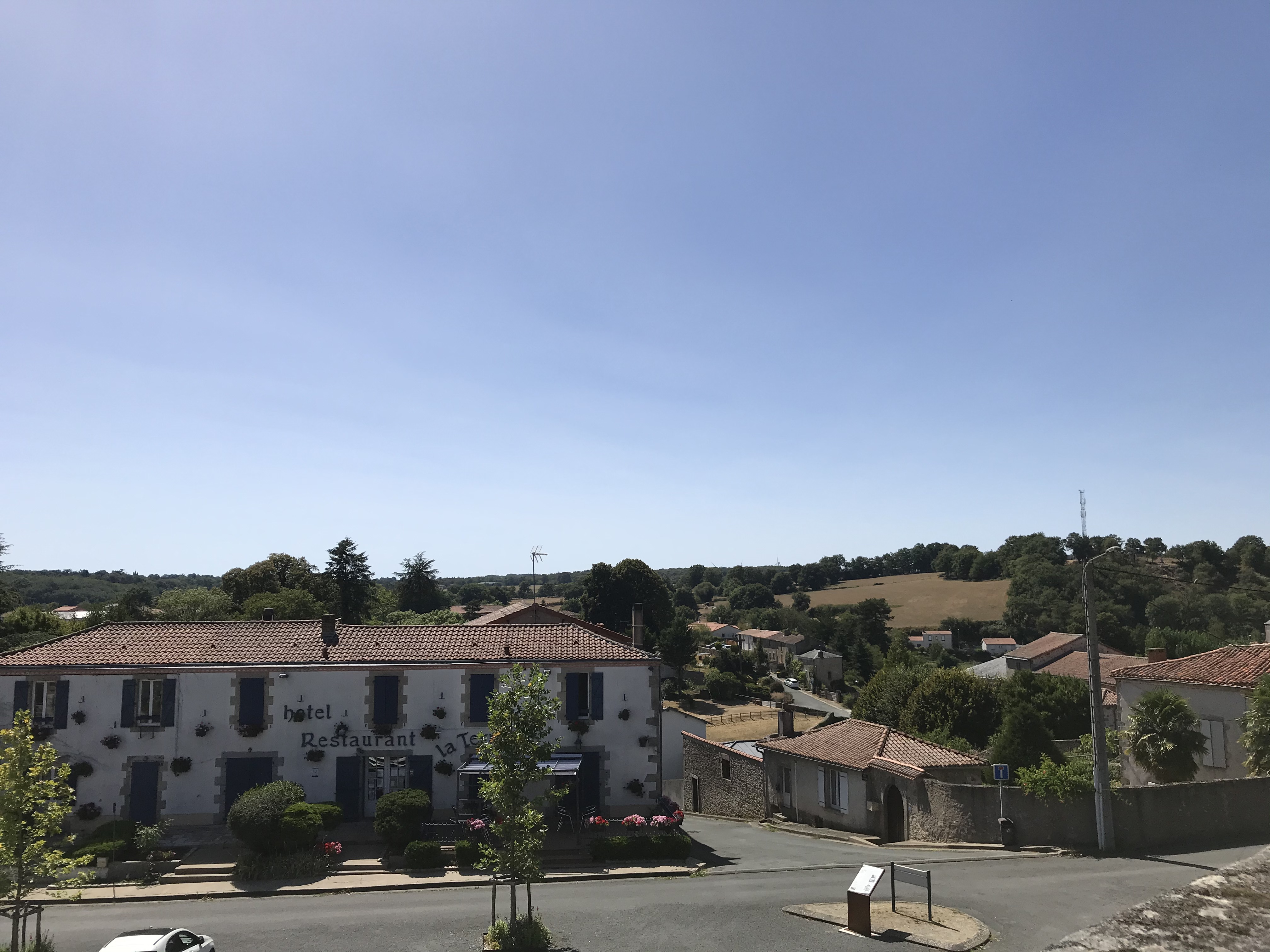
莫莱翁的一家餐厅

### 教育
莫莱翁属于普瓦捷学区。截止2020年1月1日，莫莱翁境内共有1所幼儿园、8所小学、1所初级中学和2所农业高中。2018至2019学年度，莫莱翁境内共有在校中等教育阶段学生468名。

### 医疗
截止2020年1月1日，莫莱翁境内共有全科医生3名、保健师6名、牙医4名、护士8名和助产士1名。境内共有药房1家、养老院3家、残疾人帮扶中心1家。
莫莱翁中心医院（Centre Hospitalier de Mauléon）是法国的一个区域性医疗机构，其主病区位于莫莱翁市区，设有床位159个，是当地规模最大的公立综合性医院。

### 住房
2018年，莫莱翁境内共有各类住房3,709套，其中94%为独立式居民区，5.7%为集中式居民区。常住房屋占莫莱翁市镇范围内居民建筑总量的90.3%。
在住房保障政策方面，2020年，莫莱翁境内共有399户家庭获得了住房经济补助，受益人数占总人口数量的4.7%，其中353份为房租补助。

### 商业
2019年，莫莱翁境内共有各类实体商铺145家，其中餐厅10家、大型超市2家、杂货店2家、面包房6家、肉铺2家、装饰品店1家、银行门店5家、美容美发店8家、汽车维修店12家。市区东部建有Super U及Lidl购物商场。

### 体育
2020年，莫莱翁境内共有1家游泳池、6间体育馆、1座综合体育场、4处网球场以及8处足球或橄榄球场。
截至2022年5月，莫莱翁境内共有两家注册足球俱乐部。万河地区足球俱乐部（Football Club Pays de l'Ouin，编号590241）是当地的代表性足球队，其主队2022至2023赛季参加新阿基坦大区足球联赛丙组（法国第八级别），其主场为阿贝·罗谢球场（Stade Abbé Rocher）。

### 环境
莫莱翁的环境事务由其所属的布雷叙尔博卡日城市圈公共社区负责。2019年，莫莱翁境内暂无污染企业。

### 治安
2019年，莫莱翁市镇范围内有1处宪兵队。
莫莱翁所在地是布雷叙尔国家宪兵队（zone gendarmerie de Bressuire）的管辖范围。2020年，该宪兵队辖区内共43个市镇累计发生各类案件2,157起，其中盗窃类案件993起，经济类案件318起，毒品交易类案件94起。

## 文化
2020年，莫莱翁境内共有1家剧场和1家电影院。莫莱翁市政府提供多媒体中心，每周二、三、五、六向公众开放。

### 建筑
莫莱翁境内有多处历史建筑，其中法国国家文物保护单位包括拉迪伯利耶尔城堡、莫莱翁城堡（Château de Mauléon）等，高达50米的圣欧班教堂（Église Saint-Aubin de Saint-Aubin-de-Baubigné）则是当地的地标性建筑物。

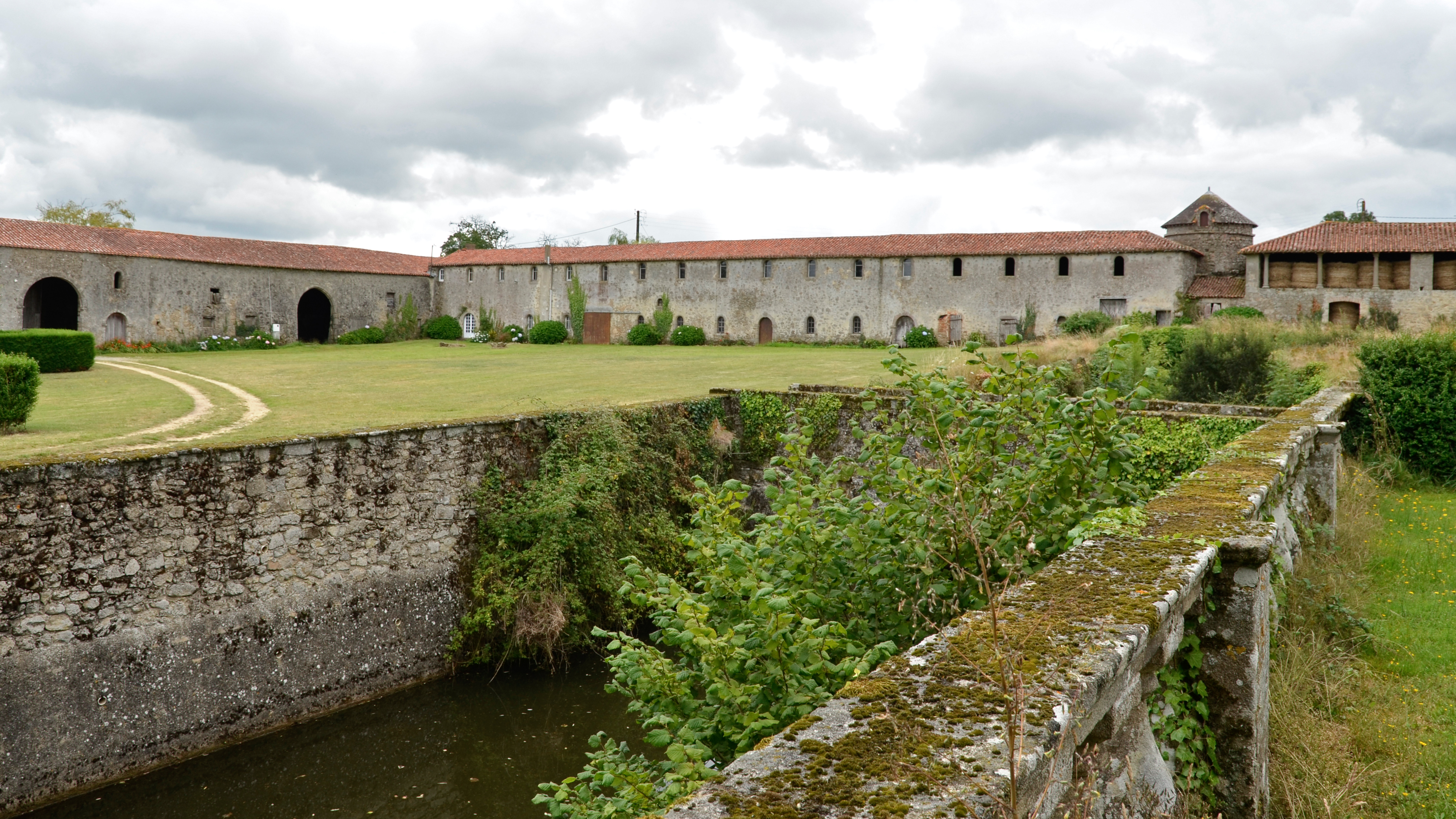
拉迪伯利耶尔城堡（法语：Château de la Durbelière）
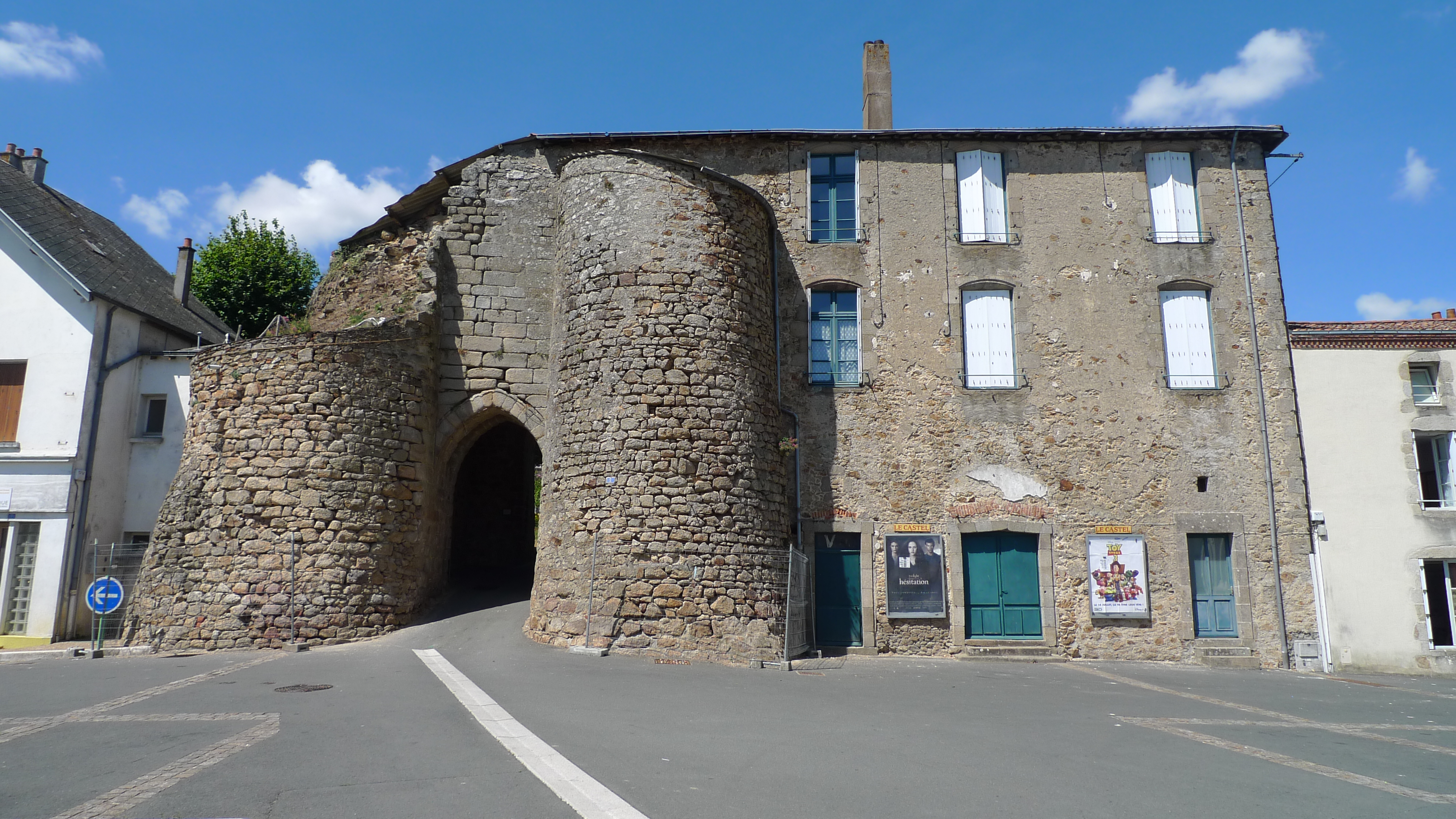
莫莱翁城堡
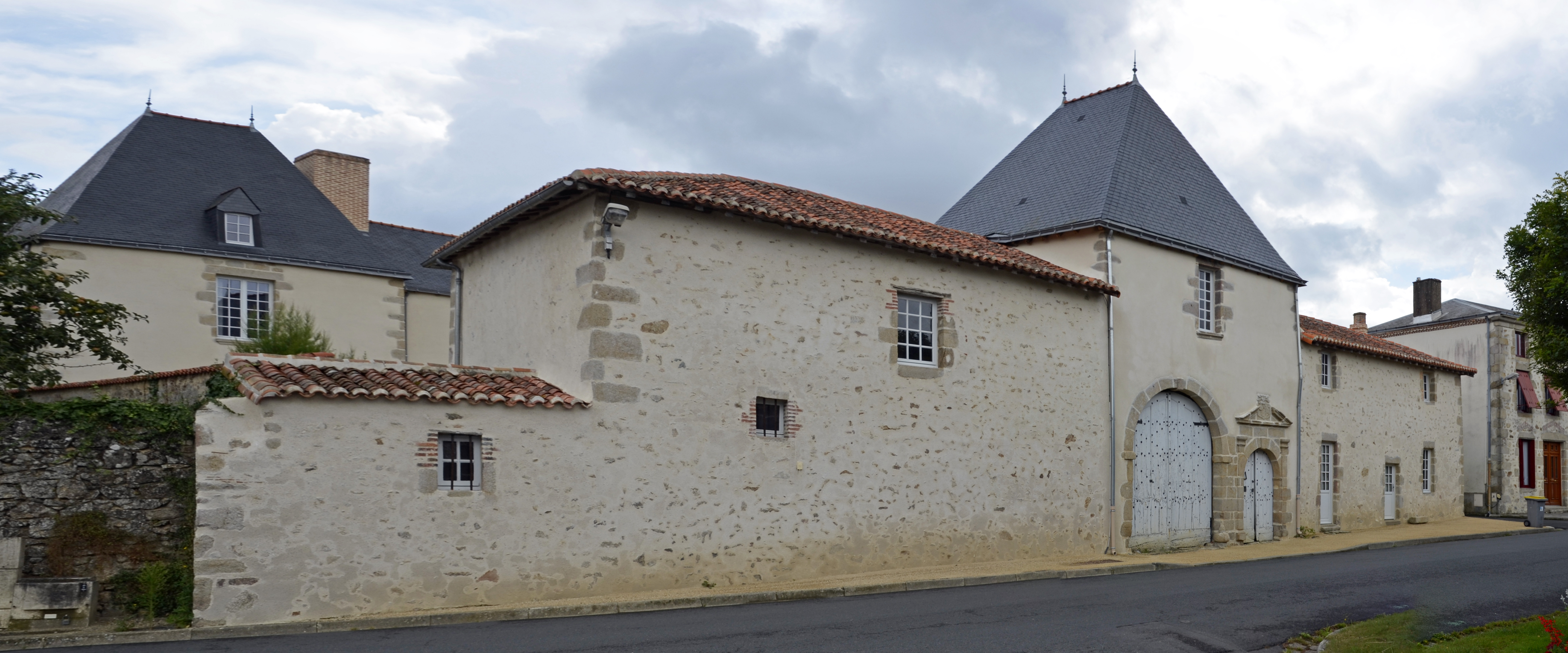
茹安庄园
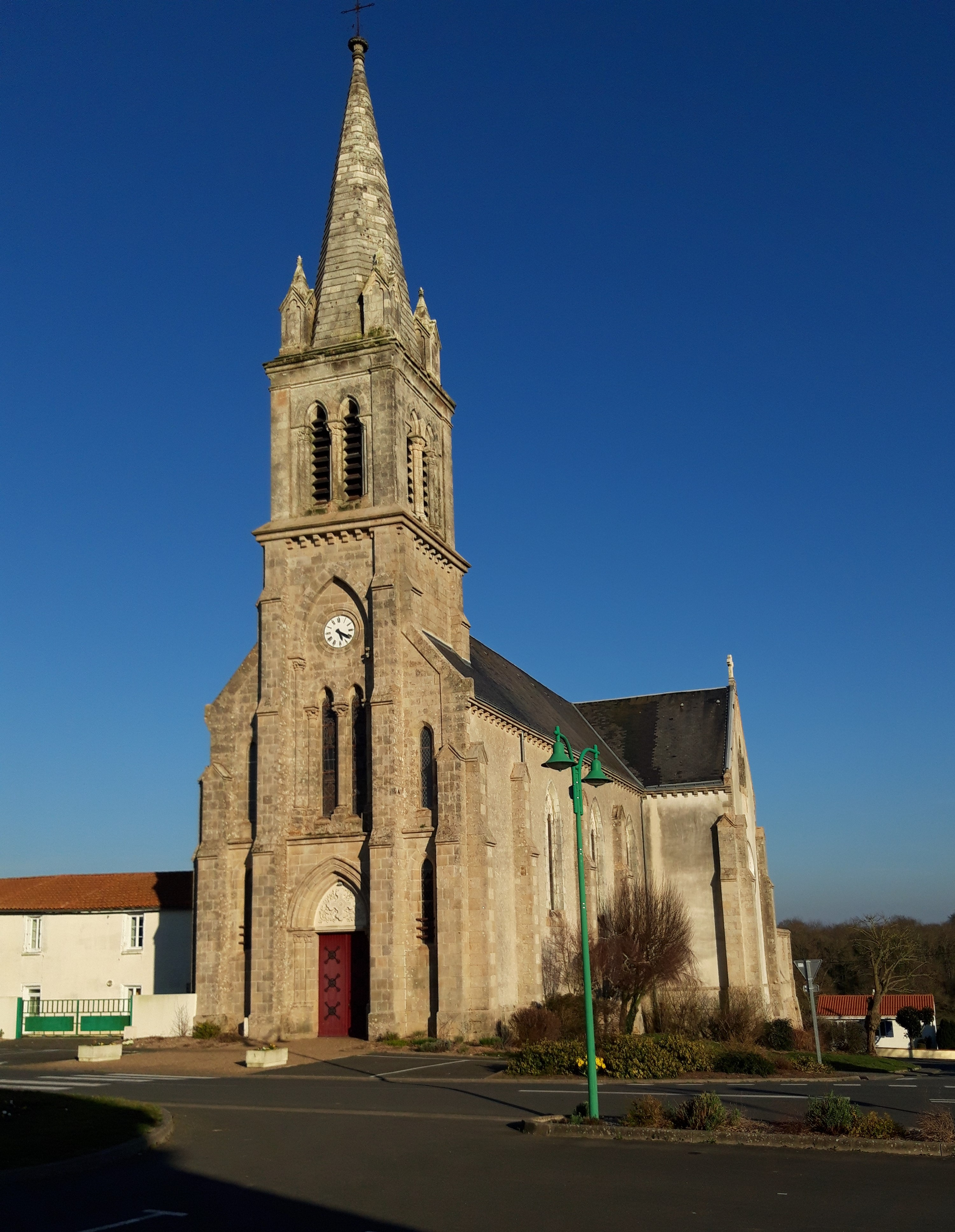
拉沙佩勒拉尔若圣母教堂
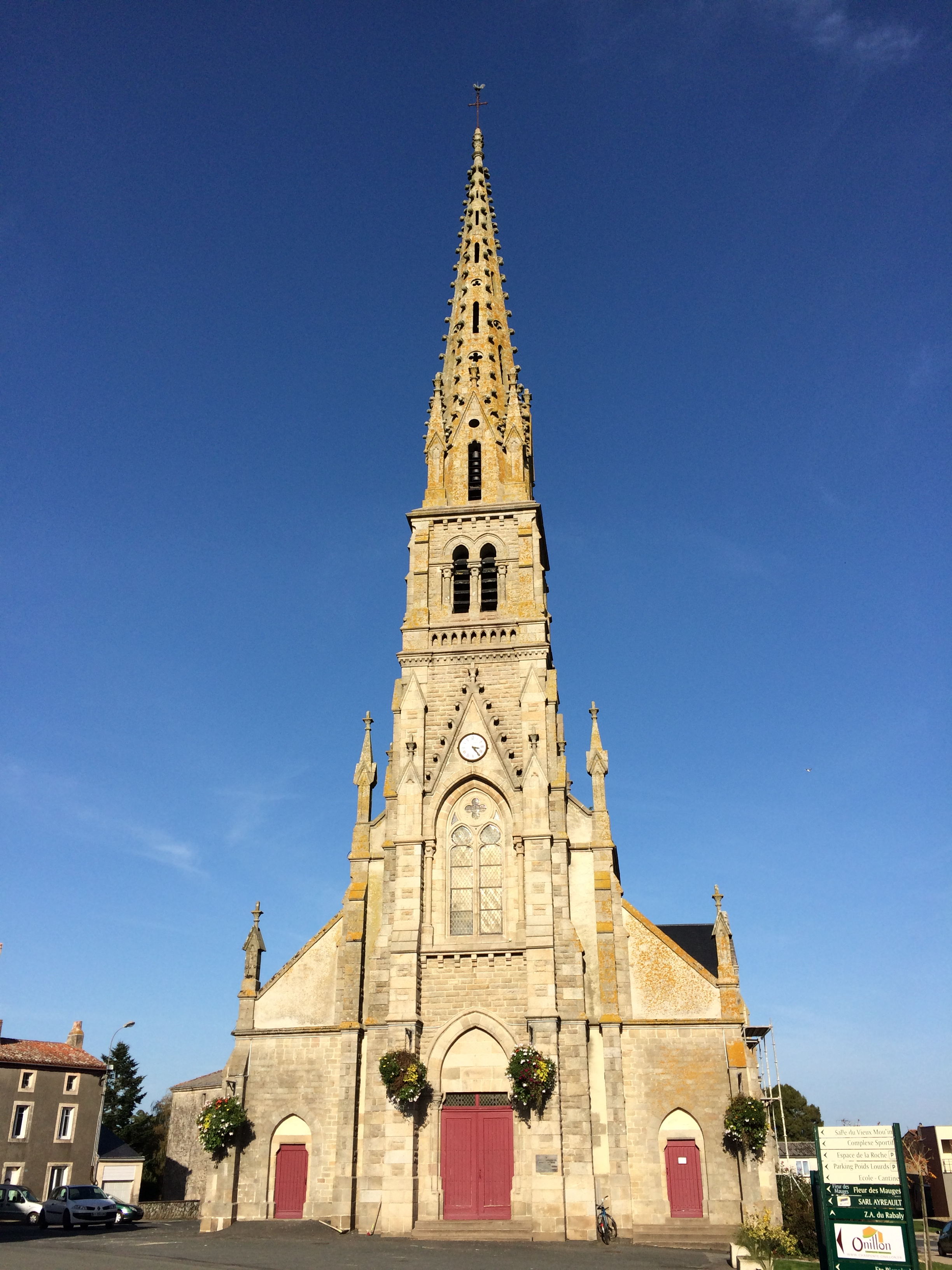
圣欧班教堂
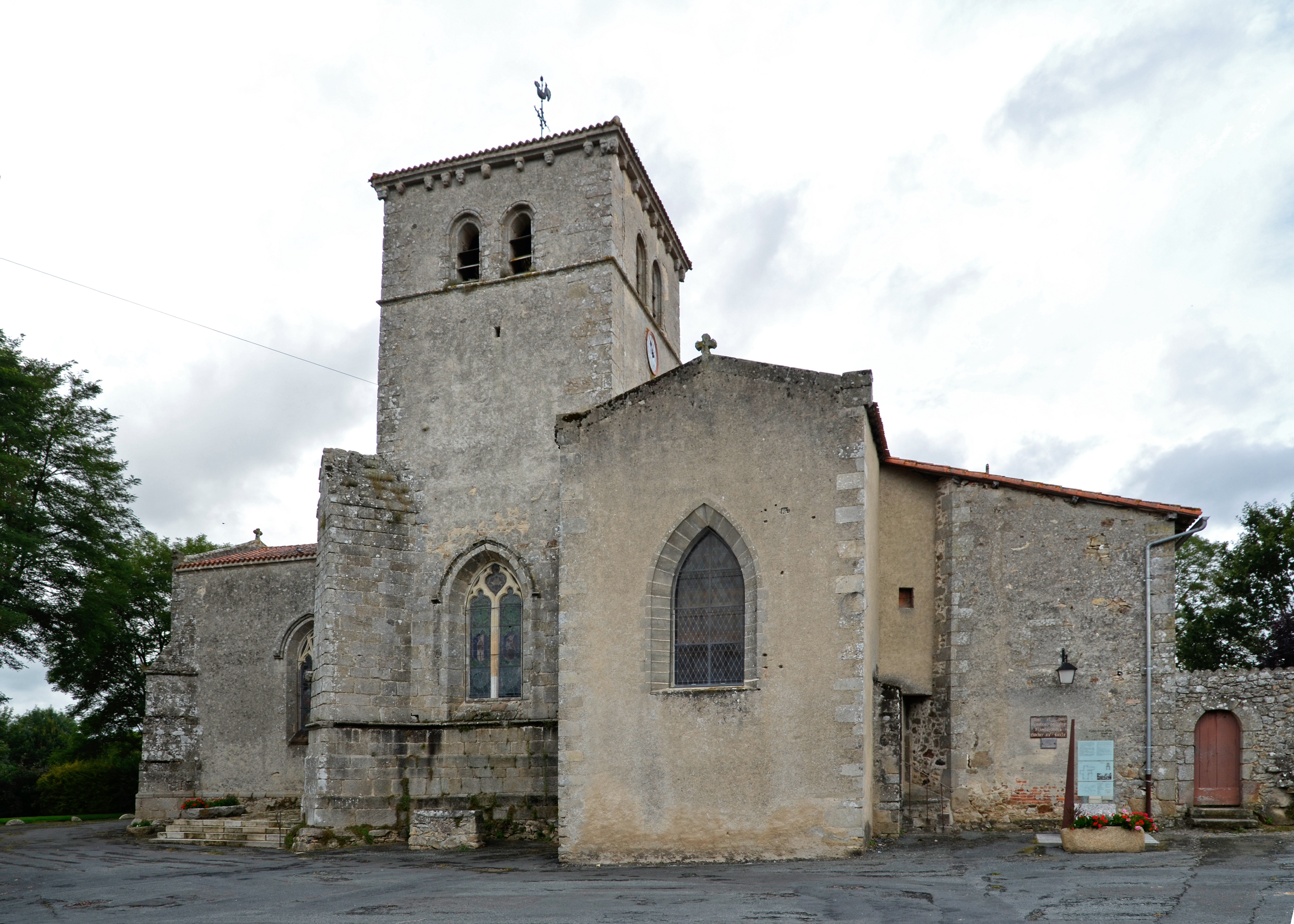
圣茹安教堂

### 旅游
莫莱翁的旅游事务由其所属的布雷叙尔博卡日城市圈公共社区负责。2021年，莫莱翁境内共有1家酒店共计5间房间。

### 媒体
法国主要的媒体均可在莫莱翁接收，法国电视三台下属的新阿基坦大区频道在部分时段播出莫莱翁所属区域的地方新闻。蓝色法兰西普瓦图广播、云雀广播、《中西部新共和国报》等是当地主要的地方性媒体。

## 友好城市
截至2022年5月，莫莱翁共与一座城市互为友好城市关系：
- 德国 基克尔